# Robert Manthoulis
Robert Manthoulis (en grec : Ροβήρος Μανθούλης / Rovíros Manthoúlis) né le 10 juillet 1929 à Komotiní et mort le 21 avril 2022, est un réalisateur grec de films et documentaires de cinéma et de télévision.

## Biographie
Né en 1929 à Komotiní, dans le nord-est de la Grèce, Robert Manthoulis a grandi à Athènes. Il y fait des études de sciences politiques avant de partir aux États-Unis suivre des cours de théâtre et de cinéma dans les universités de Syracuse puis Columbia, dans l'État de New York.
Il vivait à Paris depuis 1967 et le début de la dictature des colonels.

## Filmographie
- 1958 : Lefkada, l'île des poètes (documentaire)
- 1960 : Madame le maire (film)
- 1960 : La Famille Papadopoulo (film)
- 1960 : Acropole d'Athènes (documentaire)
- 1962 : Haut les mains, Hitler (film)
- 1963 : La Plus Grande Force (documentaire), sélectionné à la Semaine du cinéma grec 1963 (Thessalonique)
- 1965 : Des Hommes et des dieux (documentaire), sélectionné à la Semaine du cinéma grec 1965 (Thessalonique)
- 1966 : Face à face (film)
- 1972 : Le Blues entre les dents (documentaire)
- 1984 : Cités à la dérive (série télévisée d'après le roman de Stratís Tsírkas)
- 1987 : Les Cinq Dernières Minutes, épisode Une paix royale de Gérard Gozlan (série télévisée)
- 1997 : La Guerre civile grecque (documentaire)
- 2002 : Lilly's Story (film)

## Récompenses
- Festival du cinéma grec 1966 (Thessalonique) :
  - sélection pour Face à face
  - Meilleur réalisateur pour Face à face[3]